# 안다미로 (음악 그룹)
안다미로는 대한민국의 2인조 음악 그룹이다. 2016년 싱글 [눈썹달]로 데뷔했다.

## 음반
- 눈썹달 (2016)